# Akinbode Akinbiyi
Akinbode Akinbiyi (* 1946 in Oxford, England) ist ein britisch-nigerianischer Fotograf, Autor und Kurator, der seit den 1990er Jahren in Berlin lebt. Aufgrund seiner Beteiligung an Ausstellungen, Festivals, Publikationen und Netzwerken für Fotografie in Afrika zählt er zu den international bekannten künstlerischen Fotografen.

## Leben und Werk
Akinbiyi wuchs in England, wo seine Eltern studierten, und im nigerianischen Lagos auf. In Ibadan, Lancaster und Heidelberg studierte er Literaturwissenschaft und Anglistik. 1972 begann er auf autodidaktischem Wege, sich zum Fotografen auszubilden. Binnen kurzer Zeit entwickelte sich Akinbiyi zu einem der international am stärksten wahrgenommenen afrikanischen Fotografen. Sein Hauptaugenmerk gilt den rapide wachsenden und sich stark verändernden Megastädten des afrikanischen Kontinents, unter anderem Lagos, Kinshasa, Kairo, Dakar und Johannesburg. Er konzentriert sich dabei auf den unspektakulären Alltag der Menschen, scheinbar ohne subjektive Interpretation des Abbildenden. Seine der Straßenfotografie nahe stehende Arbeitsweise beschreibt der Künstler selbst mit den Worten: „Seit 40 Jahren bewege ich mich langsam und sanft; ich versuche nicht, in den persönlichen Raum anderer Menschen einzudringen und dabei gleichzeitig Bilder zu machen. Es ist eine Art Tanz, eine Verhandlung, ein Schlendern – eine sehr feinfühlige Art, sich durch alle möglichen Räume zu bewegen.“ Seine Motive erfasst er mit einer analogen Mittelformatkamera.
Akinbiyi verfasst regelmäßig Katalogtexte zu von ihm betreuten Ausstellungen und beteiligte sich 2014 als Ko-Autor am Buchprojekt „Just Ask!“ über die zeitgenössische afrikanische Fotografieszene (2014, herausgegeben von Simon Njami). In Kooperation mit dem Goethe-Institut in Nigeria gründete er ein Kunstzentrum, wobei aus diesem Projekt inzwischen ein Netzwerk von afrikanischen Fotografieschulen entstanden ist.
Die Arbeiten Akinbiyis wurden auf Ausstellungen und Biennalen in Frankfurt, Berlin, Dresden, Tokio, Paris, Philadelphia, Johannesburg oder Havanna gezeigt sowie in diversen Zeitschriften publiziert. Daneben war er Kurator verschiedener Ausstellungen des Instituts für Auslandsbeziehungen, darunter „STADTanSICHTEN Lagos“ (2004) und „Spot on ... DAK'ART – Die 8. Biennale zeitgenössischer afrikanischer Kunst“ (2009). In Bamako, Mali, kuratierte er den deutschen Beitrag zu den „Rencontres de Bamako - Biennale de la Photographie Africaine“ (2003). Gemeinsam mit Gisela Kayser kuratierte er "Things Fall Apart - Film Stills by Stephen Goldblatt" (2021) und eine zweite Ausstellung mit ihr und dem zeitgenössischen Künstler Mudi Yahaya "The Respectful Gaze - From The Estate Of Nina Fischer-Stephan" (2022). Beide Ausstellungen wurden als große Installationen am Tinubu Square in Lagos präsentiert.
Im Rahmen der documenta 14 stellte er 2017 seine Arbeit Passageways, Involuntary Narratives, and the Sound of Crowded Spaces (2015–2017) in Athen und Kassel aus. Im Berliner Kunstraum SAVVY Contemporary präsentierte er eine umfassende Arbeit in der Gruppenausstellung That, Around Which The Universe Revolves: On Rhythmanalysis of Memory,Times, Bodies in Space. Im Zusammenhang mit der Ausstellung New Photography 2023 im Museum of Modern Art (MOMA) veranstaltete Akinbiyi eine sogenannte „Photo-Wander“ (ein Wortspiel mit englisch wonder and wander) in Harlem, bei der er seine Methode der Stadtwanderung anwandte.
Akinbode Akinbiyi lebte nach seinem Studium zeitweilig in München und wohnt seit Anfang der 1990er-Jahre in Berlin.

## Auszeichnungen (Auswahl)
- Reportage-Stipendium der Zeitschrift Stern, 1987
- Goethe-Medaille, 2016[9]
- Verdienstorden der Bundesrepublik Deutschland, 2021[10]
- Hannah-Höch-Preis, 2024[11]